# Iglesia de San Vicente de Toló
San Vicente de Toló o San Vicente del Castillo de Toló era la iglesia del castillo de Toló, que se encuentra en el origen del pueblo de Toló y del antiguo término de San Salvador de Toló, al que pertenecía. Desde 1970 está dentro del término municipal de Gavet de la Conca.
Está situada en el mismo castillo de Toló, en una colina al este de la Sierra de la Campaneta, contrafuerte nororiental del Montsec de Rúbies, en la cabecera del río de Conques. Está encima y al norte del pueblo de Toló.
Esta iglesia, fue la primitiva parroquia del término del castillo, que, con el paso del tiempo, se convirtió de San Salvador de Toló por traslado del centro neurálgico del término a la zona plana, donde se erigió una nueva iglesia, dedicada a San Salvador. Hasta la década de los 80 del siglo XX se conservaba la parte de inferior del campanario románico, de torre, con arquerías lombardas y un friso de dientes de sierra. En los últimos años ha sufrido una fuerte degradación, y sólo queda un fragmento de muro, con una ventana de medio punto.